# Saint-Romain-d’Ay
Saint-Romain-d’Ay ist eine französische Gemeinde mit 1.168 Einwohnern (Stand: 1. Januar 2022) im Département Ardèche in der Region Auvergne-Rhône-Alpes. Sie gehört zum Arrondissement Tournon-sur-Rhône und zum Kanton Haut-Vivarais. Die Bewohner werden Saintromainais(es) genannt.

## Geografie
Saint-Romain-d’Ay liegt am Fluss Ay, etwa 37 Kilometer südsüdöstlich von Saint-Étienne. Umgeben wird Saint-Romain-d’Ay von den Nachbargemeinden Saint-Alban-d’Ay im Nordwesten und Norden, Quintenas im Norden und Nordosten, Eclassan im Osten und Südosten, Saint-Jeure-d’Ay im Südosten, Préaux im Süden sowie Satillieu im Südwesten und Westen.

## Bevölkerungsentwicklung
| Jahr                       | 1962 | 1968 | 1975 | 1982 | 1990 | 1999 | 2006 | 2019 |
| Einwohner                  | 475  | 483  | 520  | 574  | 660  | 775  | 941  | 1248 |
| Quellen: Cassini und INSEE |      |      |      |      |      |      |      |      |

## Sehenswürdigkeiten
- Wallfahrtsort Sanctuaire Notre-Dame d'Ay

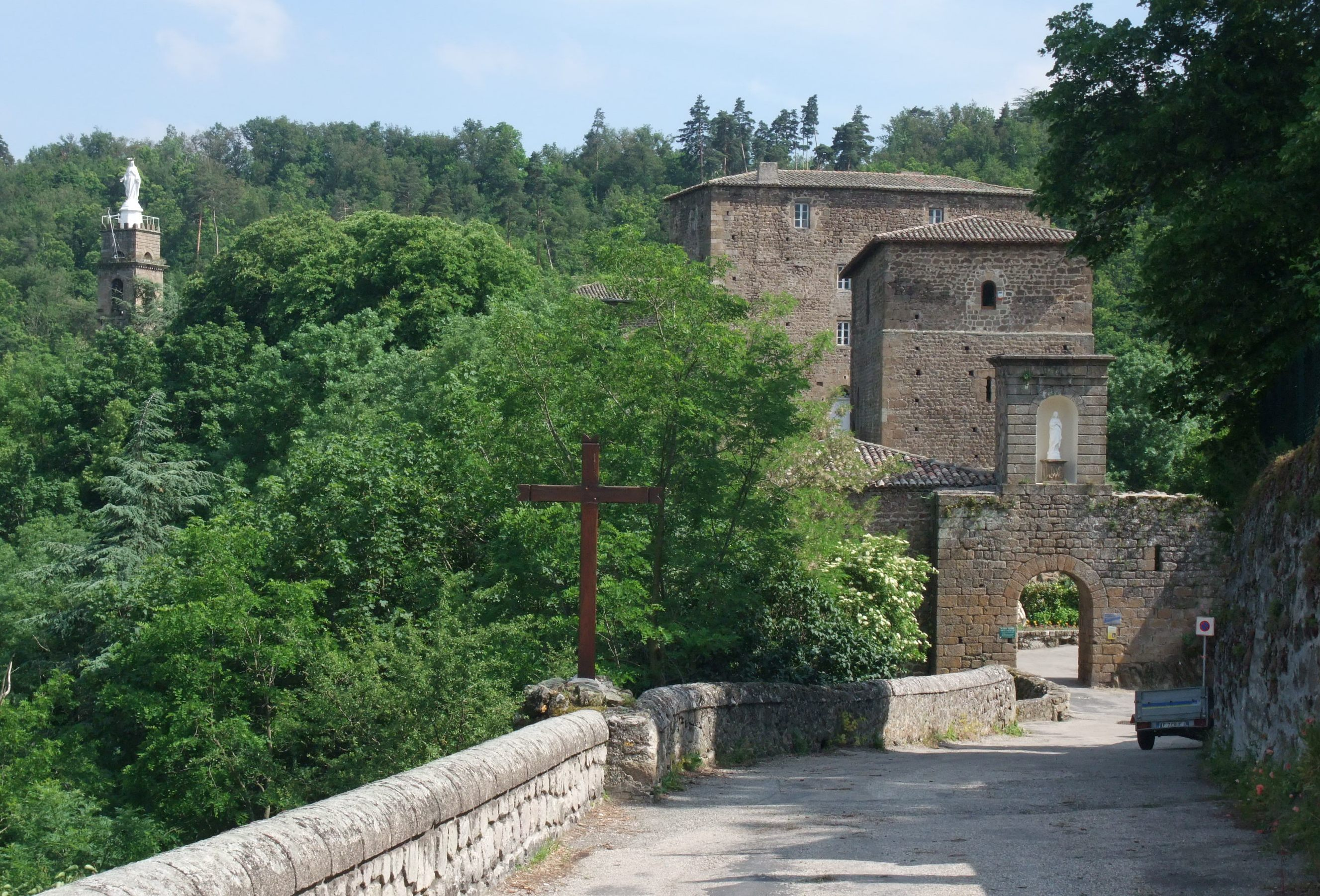
Wallfahrtsort Notre-Dame d’Ay